# Carlos Carrasco (acteur)
Pour les articles homonymes, voir Carlos Carrasco et Carrasco.
Carlos Carrasco est un acteur, réalisateur et scénariste américain né le 5 avril 1948 à Panama.

## Filmographie

### Cinéma
- 1988 : Crocodile Dundee 2 : Garcia
- 1990 : The Return of Superfly : Hector Estrada
- 1991 : The Fisher King : Le Roi pêcheur : le médecin
- 1992 : In the Heat of Passion : Perez
- 1993 : Les Princes de la ville : Popeye
- 1994 : Speed : Ortiz
- 1996 : The Glass Cage : Homer
- 1996 : Invader : Sergent Lopez
- 1996 : Dark Breed : Fox
- 1997 : Eruption : Marcos
- 1998 : Anarchy TV : Clarence
- 1999 : One Man's Hero : Dominguez
- 2000 : Across the Line : Franco
- 2001 : Un gentleman en cavale : Capitaine Garcia
- 2001 : 100 Kilos : Oscar Danilo Blandon
- 2002 : Confessions d'un homme dangereux : Brazioni
- 2006 : The Virgin of Juarez : le conducteur de bus
- 2010 : The Space Between : le conducteur de bus
- 2011 : Without Men : un militaire
- 2011 : Coming and Going : un officiel
- 2013 : Parker : Norte
- 2016 : Sienna's Choice : Hugo
- 2017 : All About the Money : Général Chavez
- 2017 : Fight Your Way Out : Alfonso Panama Aguilar
- 2019 : Turnover : Miguel
- 2019 : Diablo Rojo PTY : Miguel Moreno
- 2020 : Cholo Zombies : El Boss
- 2021 : Notorious Nick : Bartunek
- 2022 : The Portrait's Secret

### Télévision
- 1980 : C'est déjà demain : Détective Hewitt (45 épisodes)
- 1985 : Equalizer : Pantero (1 épisode)
- 1990 : Rick Hunter : Rafael Mateos (1 épisode)
- 1992 : Les Dessous de Palm Beach : Berejo (1 épisode)
- 1992 : Retour vers le futur (13 épisodes)
- 1993 : Raven : Heavy (1 épisode)
- 1993 : Le Rebelle : un officier (1 épisode)
- 1994 : SeaQuest, police des mers : Colonel Miguel (1 épisode)
- 1994 : The Burning Season : Helio
- 1994-1998 : Star Trek: Deep Space Nine : Krole, D'Ghor et un Klingon (3 épisodes)
- 1995 : Fausse Identité : Eddie Garcia
- 1995 : Urgences : l'oncle dominicain (1 épisode)
- 1995-1996 : Can't Hurry Love : Alfredo (3 épisodes)
- 1997 : Star Trek: Voyager : Bahrat (1 épisode)
- 1999 : Angel : Dr Vinpur Narpudan (1 épisode)
- 2001-2002 : Steve Harvey Show : M. Santana et Romeo Sr.
- 2009 : Les Experts : Esteban Fellipe (1 épisode)
- 2009 : Parks and Recreation : Antonio (1 épisode)
- 2010-2011 : The Whole Truth : le juge (2 épisodes)
- 2014 : Looking : Jack (2 épisodes)
- 2014 : Gang Related : Juge Edgar Cobian (1 épisode)
- 2017 : Insecure : Jorge Pena (1 épisode)

### Jeu vidéo
- 2002 : Forgotten Realms: Icewind : Malavon Despana
- 2004 : Grand Theft Auto: San Andreas : un piéton
- 2005 : Resident Evil 4 : les villageois et les zélotes
- 2005 : Separate Ways : les villagesoi et les zélotes
- 2011 : Jurassic Park: The Game : Oscar Morales